# Kendall Chones
Kendall Marvin Chones (* 14. März 1984 in Cleveland) ist ein US-amerikanischer Basketballtrainer und ehemaliger -spieler.

## Werdegang

### Spieler
Chones war als Schüler bis 2002 erst Mitglied der Basketballmannschaft der Orange High School im US-Bundesstaat Ohio, dann in der Saison 2002/03 der Fork Union Military Academy im Bundesstaat Virginia. Von 2003 bis 2008 studierte er an der Colgate University im Bundesstaat New York und erlangte einen Hochschulabschluss im Fach Geschichte. Er bestritt 114 Spiele für Colgates Basketballmannschaft. Seinen besten Punkteschnitt (12 je Begegnung) in der NCAA erreichte Chones in der Saison 2007/08.
Seinen ersten Vertrag als Berufsbasketballspieler unterschrieb er im Sommer 2008 beim deutschen Drittligisten Hertener Löwen. In der Saison 2008/09 gehörte er zu den besten Spielern der Hertener Mannschaft, erzielte im Mittel 18,8 Punkte sowie 9,2 Rebounds je Begegnung. Der kraftvolle Innenspieler (2,01 Meter Körpergröße, während seiner Spielerlaufbahn 123 Kilogramm Körpergewicht) spielte zu Beginn der Saison 2009/10 zunächst für Joensuun Kataja in der finnischen Korisliiga, kam auf 13 Einsätze (13,4 Punkte und 8,9 Rebounds je Begegnung).
Noch im Jahr 2009 kehrte Chones nach Deutschland zurück und verstärkte den Zweitligisten ETB SW Essen. Mit Ausnahme des Frühherbstes 2010, als er in Israel unter Vertrag stand, spielte er bis 2012 in Essen. In der Saison 2012/13 erreichte er mit den Düsseldorf Giants unter Trainer Murat Didin die Endspiele der 2. Bundesliga ProA, verpasste aber den Meistertitel.
Mit dem UBC Hannover schloss er die Hauptrunde der Saison 2013/14 auf dem ersten Platz der Nordgruppe der 2. Bundesliga ProB ab, ehe man im Achtelfinale ausschied. Im Sommer 2014 wurde Chones von Science City Jena (2. Bundesliga ProA) verpflichtet. In 33 Zweitligaeinsätzen für die Thüringer erzielte der US-Amerikaner während des Spieljahres 2014/15 im Durchschnitt 7,5 Punkte sowie 3,3 Rebounds je Begegnung. Zur Saison 2015/16 kehrte Chones nach Düsseldorf zurück und schloss sich in der 1. Regionalliga West der SG ART Giants Düsseldorf an.

### Trainer
Bereits während seiner Spielerzeit war Chones in Deutschland vor allem im Jugendbereich als Trainer tätig. In seinem Heimatland wurde er Mitarbeiter der NBA-Mannschaft Cleveland Cavaliers, war unter anderem für den Ausbau der Jugendarbeit sowie die Leitung von Trainingsveranstaltungen für Jugendliche zuständig. 2019 trat Chones das Amt des Assistenztrainers bei der den Cleveland Cavaliers angeschlossenen Mannschaft Canton Charge (NBA-G-League) an. Er arbeitete bis 2023 in Canton, in der Sommerpause 2023 nahm er das Angebot an, Co-Trainer beim deutschen Zweitligisten Medipolis SC Jena und damit Mitarbeiter von Cheftrainer Björn Harmsen zu werden. Krankheitsbedingt fehlte Chones den Thüringern ab Anfang September 2023 auf unbestimmte Zeit. Bei ihm war eine Krebserkrankung festgestellt worden. Im Frühling 2024 nahm er seine Arbeit in Jena wieder auf. Er trug dazu bei, dass Jena 2025 die Bundesliga-Rückkehr gelang, anschließend endete seine Amtszeit bei dem Verein.

## Persönliches
Sein Vater Jim Chones gewann als Basketballspieler 1980 den NBA-Meistertitel mit den Los Angeles Lakers. Kendall Chones hat zwei Drillingsbrüder (Kameron und Kyle) und zwei Schwestern, von denen Bruder Kyle ebenfalls Basketball an der Colgate University und Bruder Kameron an der Brown University spielte, Schwester Kaayla als Berufsbasketballspielerin bei Vereinen in den Vereinigten Staaten, Frankreich, Israel, Italien und Spanien unter Vertrag stand und Schwester Kareeda Basketballspielerin an der Marquette University war sowie später Mitarbeiterin der NBA-Mannschaft Milwaukee Bucks wurde.